# Friedrich Giehl
Friedrich Giehl (* 2. November 1933 in Ingolstadt) ist ein deutscher Verwaltungsjurist und ehemaliger Regierungspräsident von Niederbayern.

## Leben
Friedrich Giehl studierte Rechts- und Staatswissenschaften und Geschichte in München, Berlin und Würzburg. Nach der Promotion trat er 1961 in den Staatsdienst. 1964 wurde Giehl in das Staatsministerium des Innern versetzt. Nach Stationen bei der Obersten Baubehörde, den Sachgebieten „Städtebau und Planungsrecht“ und „Verfassungs-, Verwaltungs- und Wahlrecht“ leitete er von 1981 an die Abteilung „Verfassung und Staatsverwaltung“ im Bayerischen Staatsministerium des Innern. Von 1992 bis 1998 war er Regierungspräsident von Niederbayern.

## Ehrungen
- Bundesverdienstkreuz am Bande (1987)
- Bayerischer Verdienstorden